# Chinesisch-Vietnamesischer Krieg 1406–1407
Der Chinesisch-Vietnamesische Krieg von 1406 bis 1407, auch bekannt als Ming-Hồ-Krieg (vietn. Chiến tranh Hồ-Minh) oder Annam-Feldzug des Yongle-Kaisers, war ein militärischer Feldzug des chinesischen Kaiserreichs unter der Ming-Dynastie gegen das vietnamesische Reich (zu dieser Zeit Đại Ngu genannt) der Hồ-Dynastie. Der Anlass für die Invasion war die Absetzung der Trần-Dynastie durch den Usurpator Hồ Quý Ly im Jahr 1400. 
Nach dem vollständigen Sieg setzte der Ming-Kaiser nicht erneut die Trần-Dynastie ein, sondern annektierte Vietnam als Provinz Jiaozhi ins chinesische Kaiserreich, womit die Ming-Herrschaft in Vietnam begann.

## Hintergrund

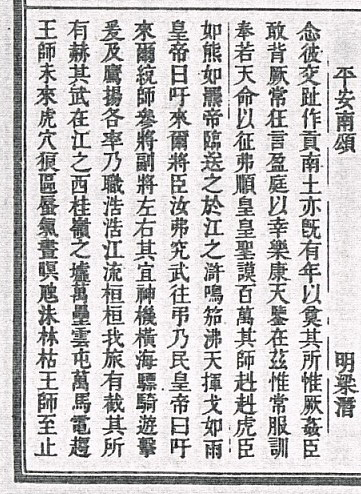
Das Edikt zur Invasion von Annam des Yongle-Kaisers, geschrieben im Juli 1406

Im späten 14. Jahrhundert erlebte das Königreich Đại Việt ökologische Zusammenbrüche, Seuchen, soziale Krisen und Cham-Invasionen. Die Trần-Dynastie, die damals herrschte, wurde geschwächt, was zu Raubüberfällen, Banditenaktivitäten und internen Unruhen führte. Champa, ein Nachbarland im Süden, marschierte mehrmals in Đại Việt ein und plünderte die Hauptstadt Thăng Long. In dieser chaotischen Zeit gewann der Neokonfuzianismus an Einfluss, während Cham-Invasionen und politische Intrigen einen radikalen Intellektuellen und Reformer namens Lê Quý Ly auf den Plan riefen.
Im Jahr 1390 konnte die vietnamesische Armee mithilfe von Kanonen die Cham-Truppen besiegen und so ihren Staat vor dem Zusammenbruch bewahren. Die Trần-Dynastie hatte tributpflichtige Beziehungen zu den Ming, und der vorherige Ming-Kaiser betrachtete Đại Việt als ein Land, das niemals erobert werden sollte.
Im Jahr 1400 stürzte Lê Quý Ly die Trần-Dynastie, tötete den Großteil ihrer Familie und erklärte sich selbst zum König mit dem neuen Nachnamen Hồ. Er unterdrückte Andersdenkende brutal und änderte den Namen des Königreichs in Đại Ngu. Später übergab er den Thron an seinen Sohn Hồ Hán Thương.
1405 forderte der Ming-Kaiser die Wiederherstellung des Trần-Throns und rügte Hồ Quý Ly als Usurpator. Obwohl Hồ Zweifel an den Ansprüchen des Trần-Prätendenten hatte, stimmte er zu, ihn als König zu empfangen. Bei dem Versuch, den Trần-Prinzen in das Königreich zurückzubringen, wurde der Konvoi von Hồs Partisanen angegriffen und der Prinz getötet.
Die Ming-Dynastie beschloss daraufhin im Jahr 1406, Truppen nach Đại Ngu zu entsenden. Eine kaiserliche Proklamation wurde veröffentlicht, die 20 Gründe für die Invasion von Annam (Đại Ngu) nannte. Dies markierte den Beginn der Ming-Invasion in Viet.

## Vorbereitungen
Sowohl die Ming- als auch die Hồ-Streitkräfte setzten modernste Waffen ein.
Hồ Quý Ly bereitete sich ab 1404 auf den Krieg gegen die Ming vor. Er organisierte arbeitslose Männer zu speziellen Armeeeinheiten und setzte Boote für Patrouillen an der Grenze ein. An strategisch wichtigen Stellen wurden Holzpfähle in Flüssen platziert, um feindliche Schiffe abzuwehren. Es wurden Arsenalen errichtet, in denen qualifizierte Ingenieure Waffen herstellten. Hồ Quý Ly reiste im ganzen Königreich, um das Gelände zu inspizieren und Verteidigungspläne zu erstellen.
Der Schlüssel zu seinem Plan war die Festung Đa Bang am südlichen Ufer des Roten Flusses. Dort wurden hohe Festungsmauern errichtet und eine große Menge an Handkanonen, Pfeilen und Hindernissen platziert. Die Stadt wurde durch zwei tiefe Gräben geschützt, in denen Bambusstäbe eingelassen waren. Außerhalb der Gräben wurden Gruben mit spitzen Bambus- und Holzstäben ausgehoben, um Pferde einzufangen.

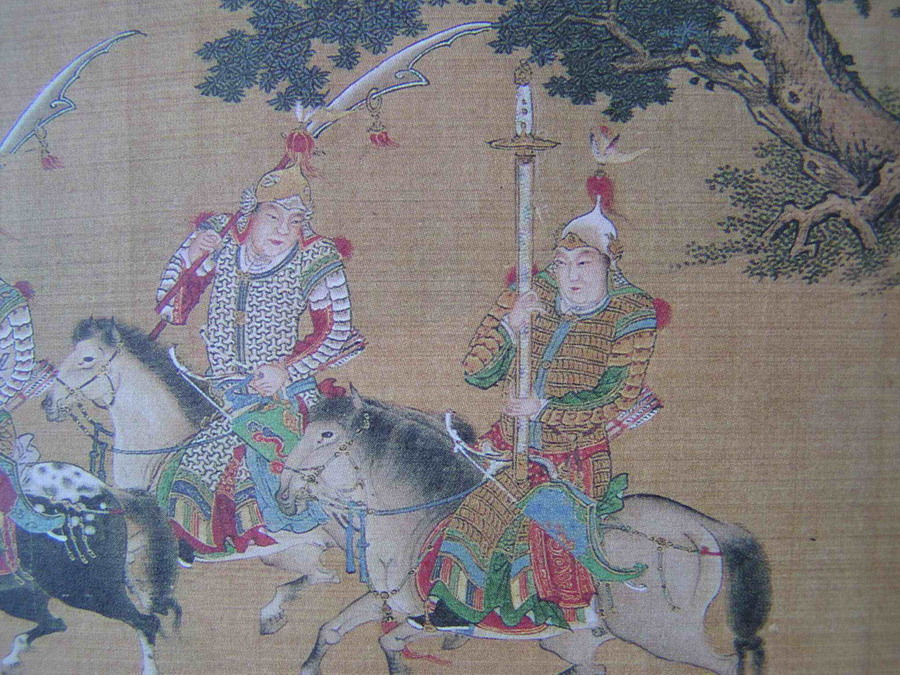
Chinesische Kavallerie auf einem Gemälde aus der Ming-Zeit

Der Yongle-Kaiser der Ming-Dynastie ernannte im Mai oder Juli 1406 Herzog Zhu Neng zum Anführer der Invasion. Huang Fu war für politische und administrative Angelegenheiten zuständig, während Chen Qia den Nachschub überwachte. Der Yongle-Kaiser war sehr besorgt über den Feldzug und ließ dicke Schilde herstellen, um den Waffen von Đại Ngu standzuhalten. Die Weitergabe der Waffentechnologie an den Feind wurde verboten.
Huang Fu führte ein Logbuch über den Feldzug. Er reiste entlang der Gewässer Jangtse, Poyang, Dongting und Xiang, um sich den Ming-Truppen anzuschließen. Zhu Neng starb in Guangxi, und Zhang Fu übernahm das Kommando über die dort stationierte Ming-Armee. Zhang Fu und Mu Sheng sollten die Grenze von Guangxi und Yunnan aus überqueren, um ins Delta des Roten Flusses einzudringen und den Angriff auf Đại Ngu zu führen.

## Invasion

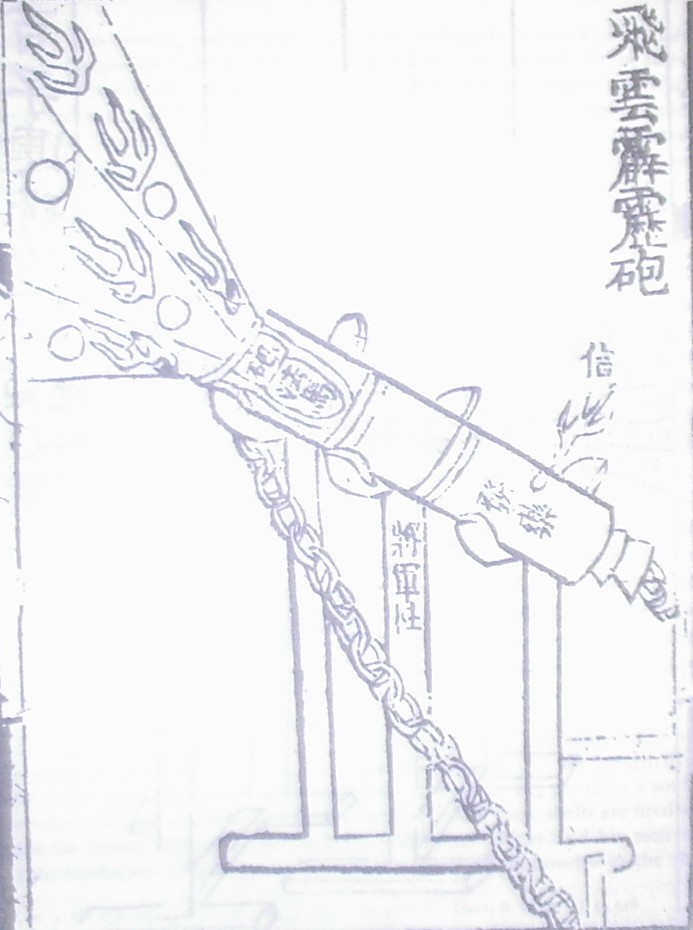
Darstellung einer frühen Kanone im chinesischen Militärhandbuch Huolongjing aus dem 14. Jahrhundert

Zwischen dem Winter 1406 und Anfang Juni 1407 fand die frühe Phase des Ming-Feldzugs gegen das Dai Viet (Vietnam) statt. Die Ming-Armeen marschierten von Guangxi und Yunnan aus und eroberten mehrere Festungen und Städte. In der Schlacht von Đa Bang gelang es den Ming-Truppen, die Festung einzunehmen und vietnamesische Truppen zurückzudrängen. Sie eroberten auch die Städte Đông Đô und Tây Đô. Prominente Familien aus dem Roten Fluss-Delta schworen den Ming die Treue. Trotz eines Gegenangriffs durch Hồ Nguyên Trừng wurden die vietnamesischen Streitkräfte besiegt und erlitten hohe Verluste. Hồ Quý Ly musste fliehen, wurde jedoch später von den Ming gefangen genommen. Die Ming-Befehlshaber behaupteten, dass Millionen von vietnamesischen Soldaten getötet wurden.

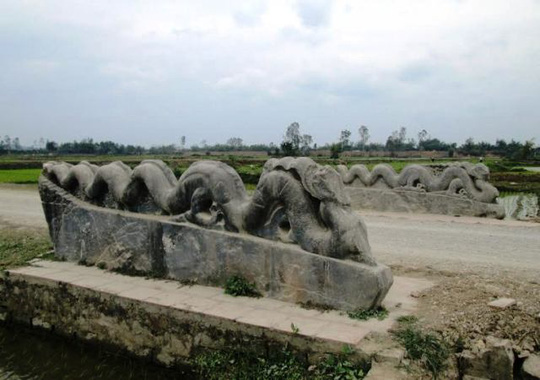
Enthauptete Drachenstatuen in Tây Đô

## Nachwirkungen

Jiaozhi (Nordvietnam) zur Zeit der Ming-Besatzung

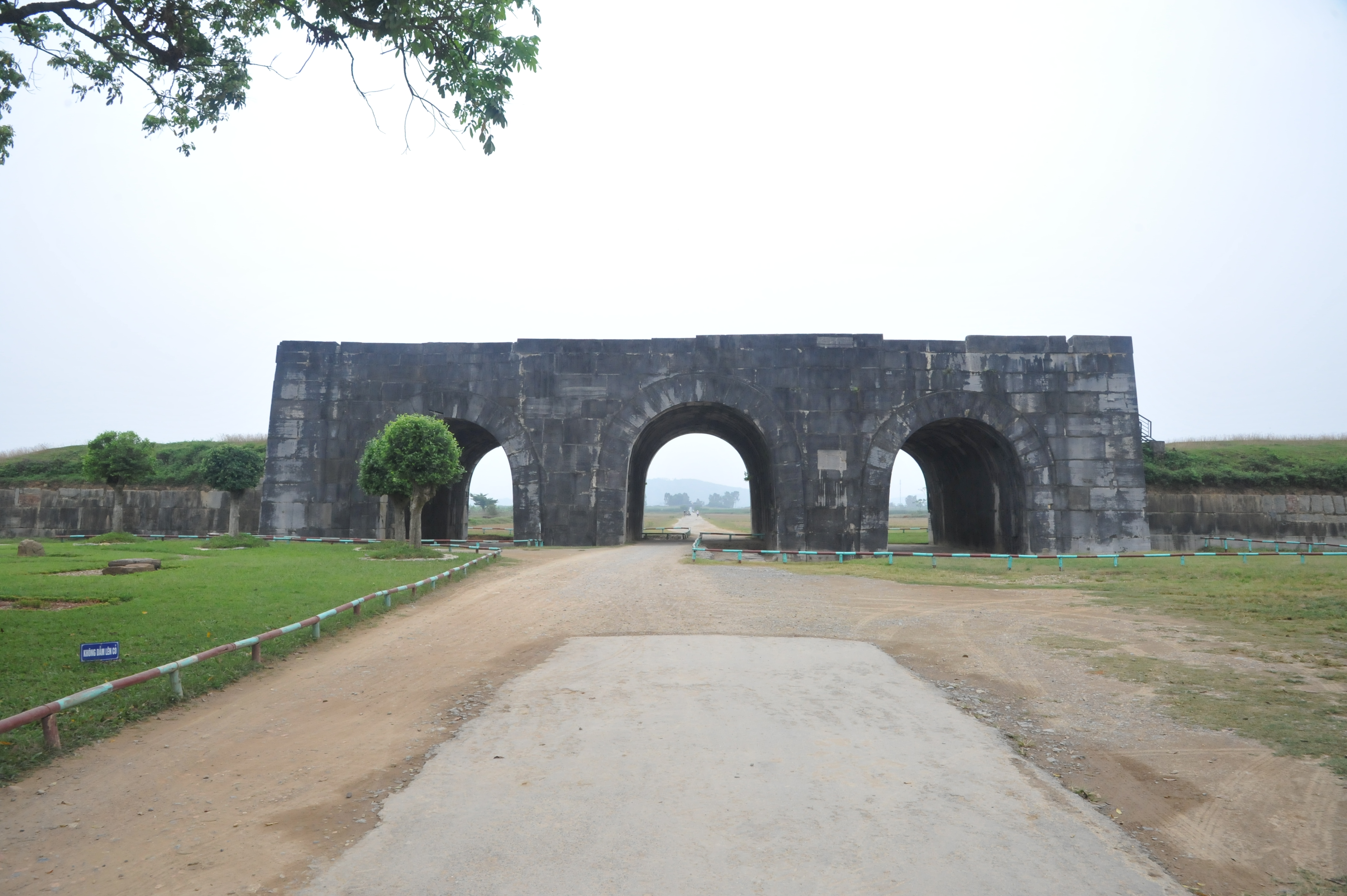
Überreste eines Tores in Tây Đô, der Zitadelle der Hồ-Dynastie

Am 5. Oktober 1407 wurden die Gefangenen vom kaiserlichen Hof der Ming des Hochverrats angeklagt. Der Yongle-Kaiser fragte sie nach dem Mord am früheren König und der Usurpation des Throns der königlichen Familie von Trần, erhielt aber keine Antwort. Die meisten Gefangenen wurden entweder eingekerkert oder hingerichtet. Hồ Quý Ly und sein Sohn Hồ Hán Thương wurden inhaftiert, aber es gibt keine Aufzeichnungen über ihr weiteres Schicksal. Hồ Nguyên Trừng, ihr ältester Sohn, wurde ein Waffenkonstrukteur in Peking und fertigte Feuerwaffen im Stil des Dai Viet für die Chinesen an. Im Juli 1407 änderte der Yongle-Kaiser den Namen von Annam in Jiaozhi und machte es zu einer Provinz Chinas. Die Chinesen begannen mit der systematischen Beseitigung aller königlichen Archive und der vietnamesischen Geschichte. Die Ming führten ein neues Verwaltungssystem ein und zwangen die Vietnamesen zu einer chinesischen Lebensweise. Es kam zu Aufständen und Unzufriedenheit gegen die chinesische Herrschaft, die bis zur Gefangennahme der Rebellen dauerten. Die Ming-Besatzung Vietnams dauerte zwei Jahrzehnte und beeinflusst immer noch die Beziehungen zwischen China und Vietnam.